# Heidi Blåfield

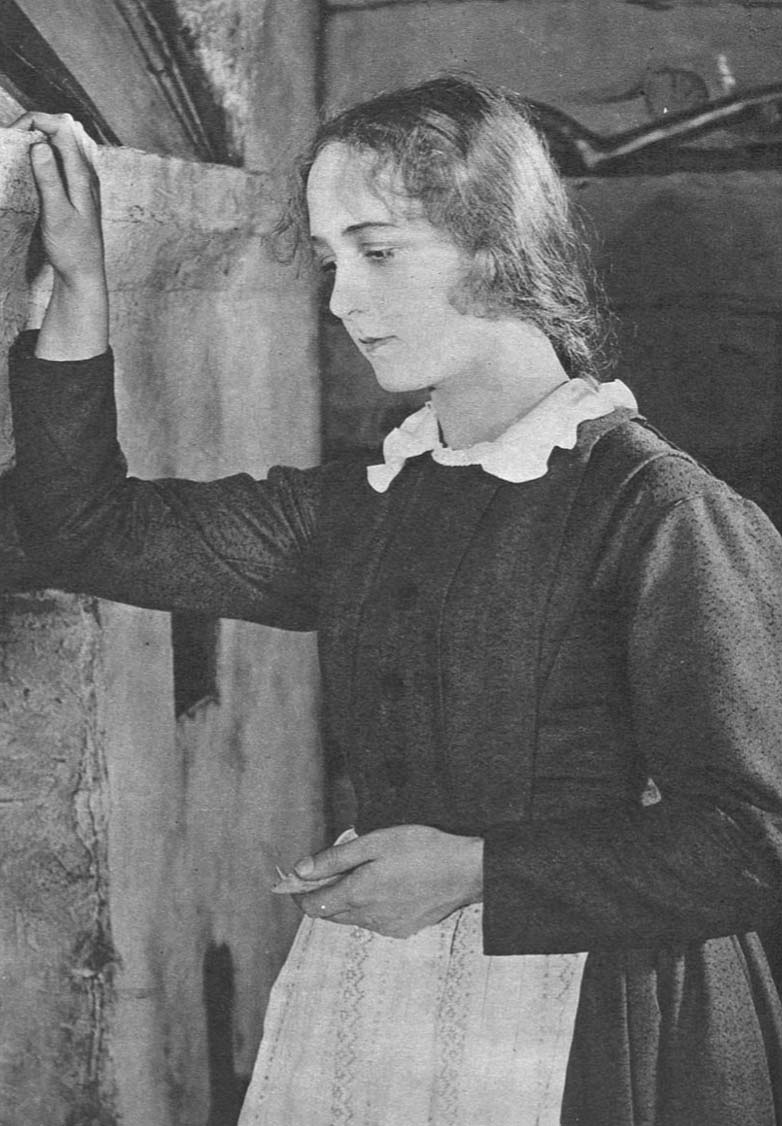
Heidi Blåfield i filmen Forsgararens brud 1923.

Heidi Lydia Blåfield-Korhonen, född Blåfield (uttalas [blåfjæll]) 8 februari 1900 i Mänttä, död 21 juli 1931 i Helsingfors, var en finländsk skådespelare. Hon var 1922–1929 gift med skådespelaren Jaakko Korhonen och mor till skådespelaren Marja Korhonen samt mormor till skådespelaren Heidi Herala.
Honvar dotter till direktören Hugo Blåfield och Lydia Nordström/Wirtanen och tillhörde den medeltida adelsätten Blåfield. Som liten flyttade hon till Helsingfors, där hon gick fem år i Helsingfors nya samskola. Därefter tog hon anställning som kontorsbiträde vid utrikesministeriet. Blåfield engagerades vid Finlands nationalteater 1921 och antogs som skådespelare där 1923. Under våren 1931 företog hon en studieresa till Berlin, Paris och Wien. Väl hemkommen konstaterades hon smittad av faryngit och lades in på sjukhus. Hon avled till följd av sjukdomen den 21 juli 1931 och är gravsatt i Blåfieldska familjegraven i Filpula.

## Filmografi[2]
- Forsfararens brud, 1923
- Sockenskomakarna, 1923
- Bröllopet på Suursalo, 1924
- Inför havets anlete, 1926
- Noidan kirot, 1927
- Juhla meren rannalla, 1929